# Jerringpriset

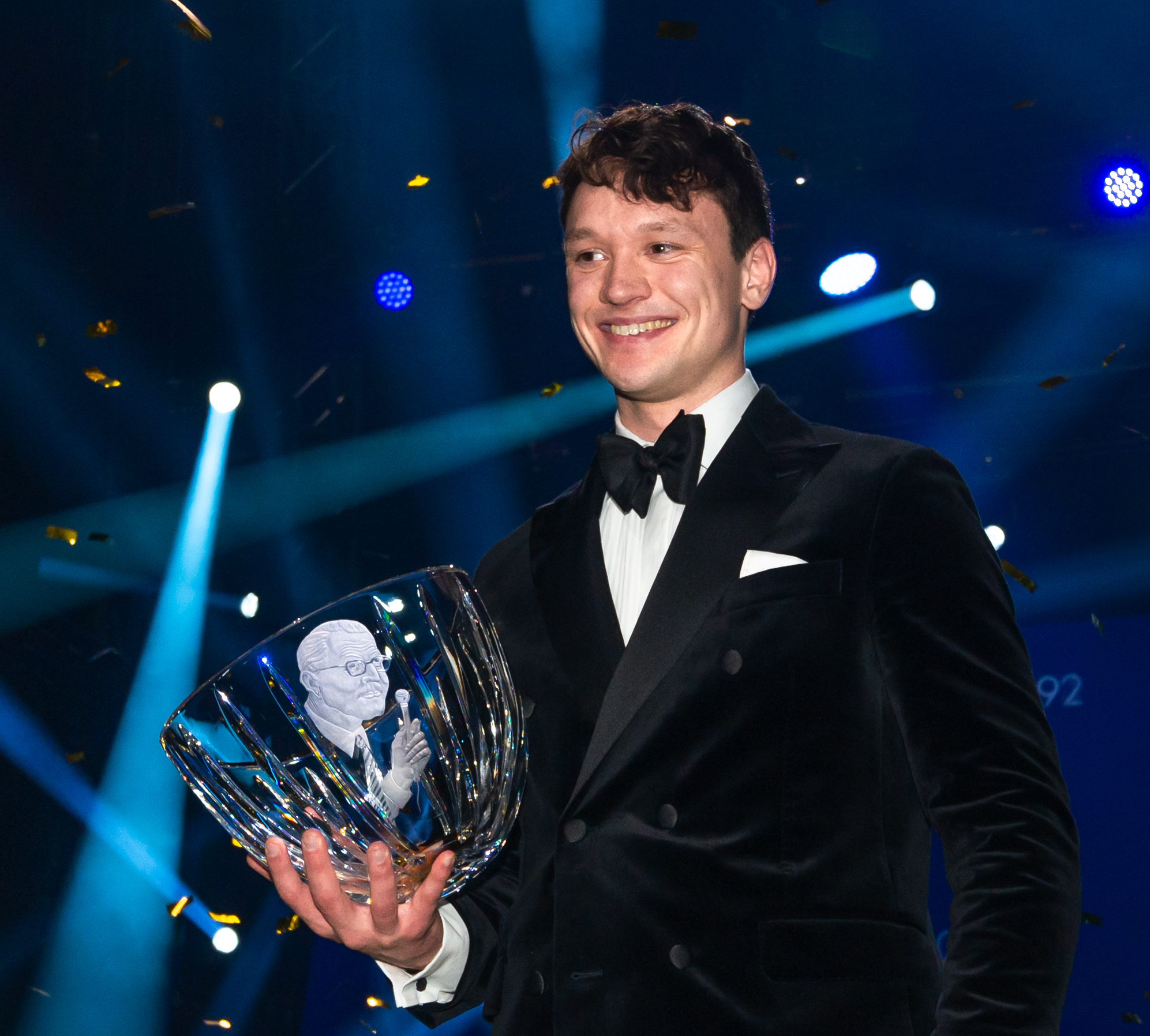
Nils van der Poel vann Jerringpriset 2022.

Jerringpriset eller Radiosportens Jerringpris är ett pris instiftat av sportredaktionen i Sveriges Radio. Priset är uppkallat efter den svenske radiopionjären Sven Jerring, bland annat berömd för sportsändningarna, och delas ut till en framgångsrik svensk idrottare för årets bästa svenska idrottsprestation. Initiativet till priset kommer från radiojournalisten Uno Hedin och själva priset är formgivet av Göran Wärff, Kosta Boda 1978. Sedan år 2000 har priset delats ut under Svenska Idrottsgalan i januari.
Första priset delades ut 1979. Vinnare då blev alpine skidåkaren Ingemar Stenmark. Den som fått priset flest gånger är skidskytten Magdalena Forsberg, som fått det fyra gånger. 2020 års pris vanns av stavhopparen Armand Duplantis med en av de största segermarginalerna någonsin (58 procent av rösterna).
Priset brukar också kallas "folkets pris", då det är radiolyssnare som röstar fram den idrottare eller det idrottslag som gjort den för året "bästa idrottsprestationen". Dock kritiseras priset ibland på grund av folkrösterna för att handla om popularitet före sportprestation.

## Alla pristagare

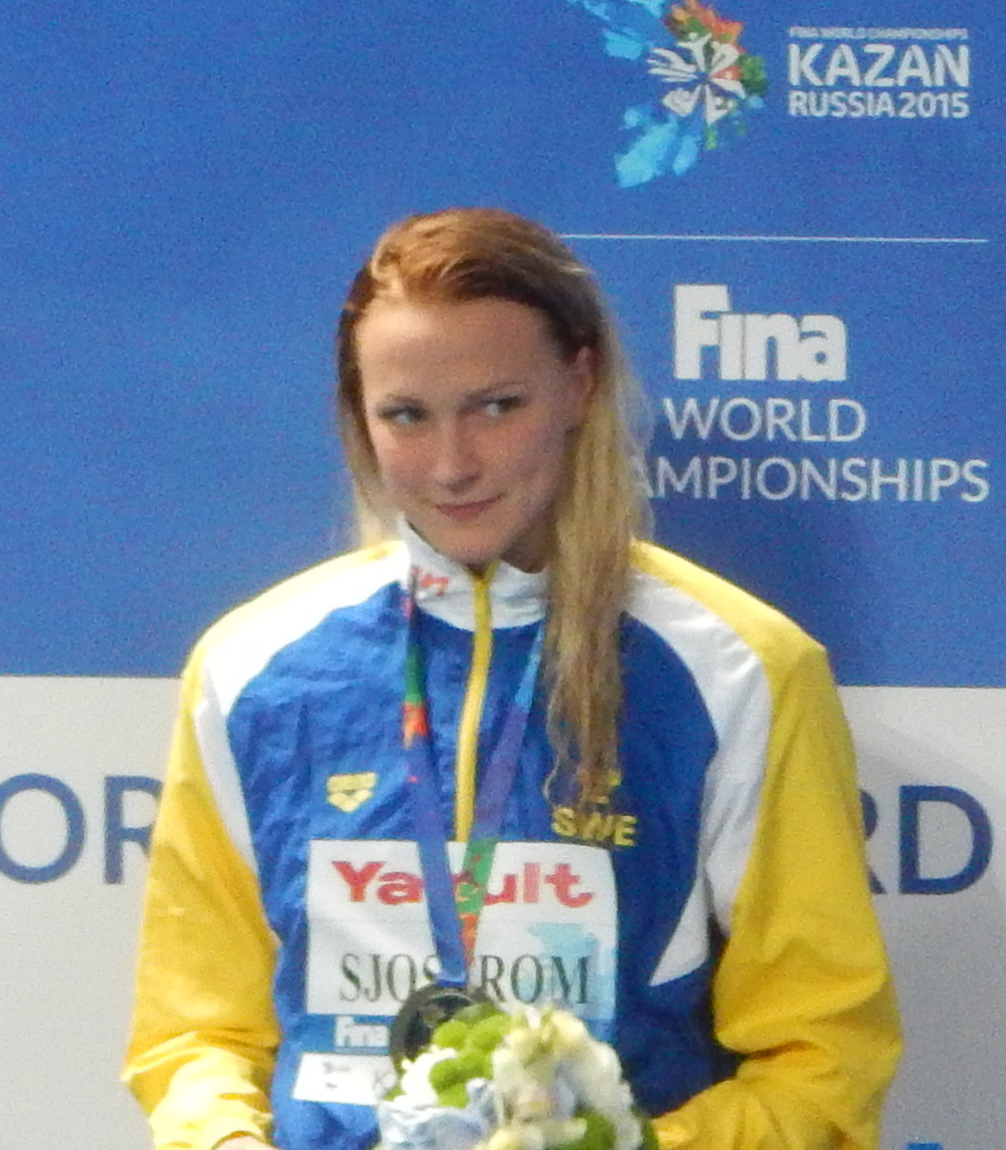
Sarah Sjöström har fått Jerringpriset två gånger, 2014 och 2015

Nedanstående år syftar på det gångna idrottsåret. Sedan år 2000 delas priset ut i januari året därpå.

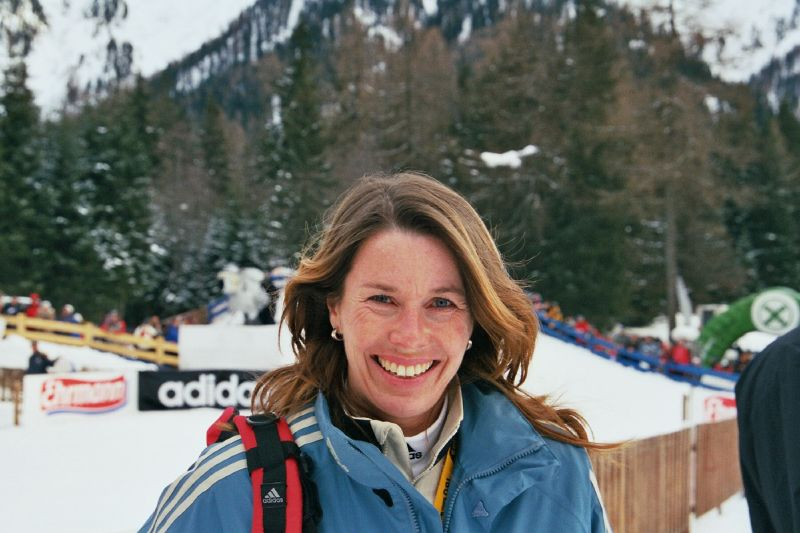
Magdalena Forsberg är den som fått flest Jerringpris, 4 stycken (1997, 1998, 2000 och 2001)

### 1979–1989
- 1979 – Ingemar Stenmark, alpin skidsport[4]
- 1980 – Ingemar Stenmark, alpin skidsport[4]
- 1981 – Annichen Kringstad, orientering
- 1982 – IFK Göteborg, fotboll herrar
- 1983 – Mats Wilander, tennis
- 1984 – Gunde Svan, längdåkning[5]
- 1985 – Gunde Svan, längdåkning[5]
- 1986 – Tomas Johansson, brottning
- 1987 – Marie-Helene Westin, längdåkning
- 1988 – Tomas Gustafson, skridsko
- 1989 – Jan Boklöv, backhoppning

### 1990–1999
- 1990 – Sveriges herrlandslag i handboll
- 1991 – Pernilla Wiberg, alpin skidsport[4]
- 1992 – Pernilla Wiberg, alpin skidsport[4]
- 1993 – Torgny Mogren, längdåkning
- 1994 – Sveriges herrlandslag i fotboll
- 1995 – Annika Sörenstam, golf
- 1996 – Ludmila Engquist,  friidrott
- 1997 – Magdalena Forsberg, skidskytte[6]
- 1998 – Magdalena Forsberg, skidskytte[6]
- 1999 – Ludmila Engquist,  friidrott

### 2000–2009
- 2000 – Magdalena Forsberg, skidskytte[6]
- 2001 – Magdalena Forsberg, skidskytte[6]
- 2002 – Carolina Klüft, friidrott
- 2003 – Annika Sörenstam, golf
- 2004 – Stefan Holm, friidrott
- 2005 – Tony Rickardsson, speedway
- 2006 – Susanna Kallur,  friidrott
- 2007 – Zlatan Ibrahimović, fotboll
- 2008 – Charlotte Kalla, längdåkning
- 2009 – Helena Ekholm, skidskytte

### 2010–2019
- 2010 – Therese Alshammar, simning
- 2011 – Rolf-Göran Bengtsson, ridsport
- 2012 – Lisa Nordén, triathlon
- 2013 – Henrik Stenson, golf
- 2014 – Sarah Sjöström, simning[7]
- 2015 – Sarah Sjöström, simning[8]
- 2016 – Peder Fredricson, ridsport
- 2017 – Peder Fredricson, ridsport
- 2018 – Hanna Öberg, skidskytte
- 2019 – Tove Alexandersson, orientering[9]

### 2020–2024
- 2020 – Armand Duplantis, friidrott[10]
- 2021 – Svenska hopplandslaget (Henrik von Eckermann, Malin Baryard-Johnsson och Peder Fredricson), ridsport[11]
- 2022 – Nils van der Poel, skridsko[12]
- 2023 – Ebba Andersson, längdskidor[13][14]
- 2024 – Truls Möregårdh, bordtennis[15]

## Flerfaldiga vinnare
- 4 gånger – Magdalena Forsberg[4]
- 3 gånger – Peder Fredricson
- 2 gånger – Ingemar Stenmark, Gunde Svan, Pernilla Wiberg, Annika Sörenstam, Ludmila Engquist, Sarah Sjöström